# Панела
Панела (ісп. Panela або рападура (порт. Rapadura) — це нерафінований брикетований тростинний цукор, типовий для Центральної та Латинської Америки в цілому. Як і будь-який тростинний цукор, являє собою тверду форму сахарози, що отримується при кип'ятінні й випаровуванні соку цукрової тростини. Для виготовлення панели, отриманий з подрібненого тростинного очерету сік збирають, кип'ятять і розливають по формах, де він застигає в блоки. Панела має насичений карамельний колір і набагато характерніший смак, ніж коричневий тростинний цукор, який зазвичай є просто білим цукром з невеликою кількістю тростинної патоки, доданої назад до нього. Як і у випадку з коричневим цукром, існують два різновиди панели: одна світліша (бланко), а друга темніша (оскуро). Панела продається в різних формах, але частіше за все має вигляд округлих брикетів, які потрібно колоти перед вживанням, як цукрову голову. Панела широко використовується в кондитерських виробах, безалкогольних напоях, випічці та багатьох інших продуктах.
Повністю аналогічний продукт, але вироблений в Південній і Південно-Східній Азії, причому вдесятеро більшій кількості, називається джаггері.

## Регіональні назви

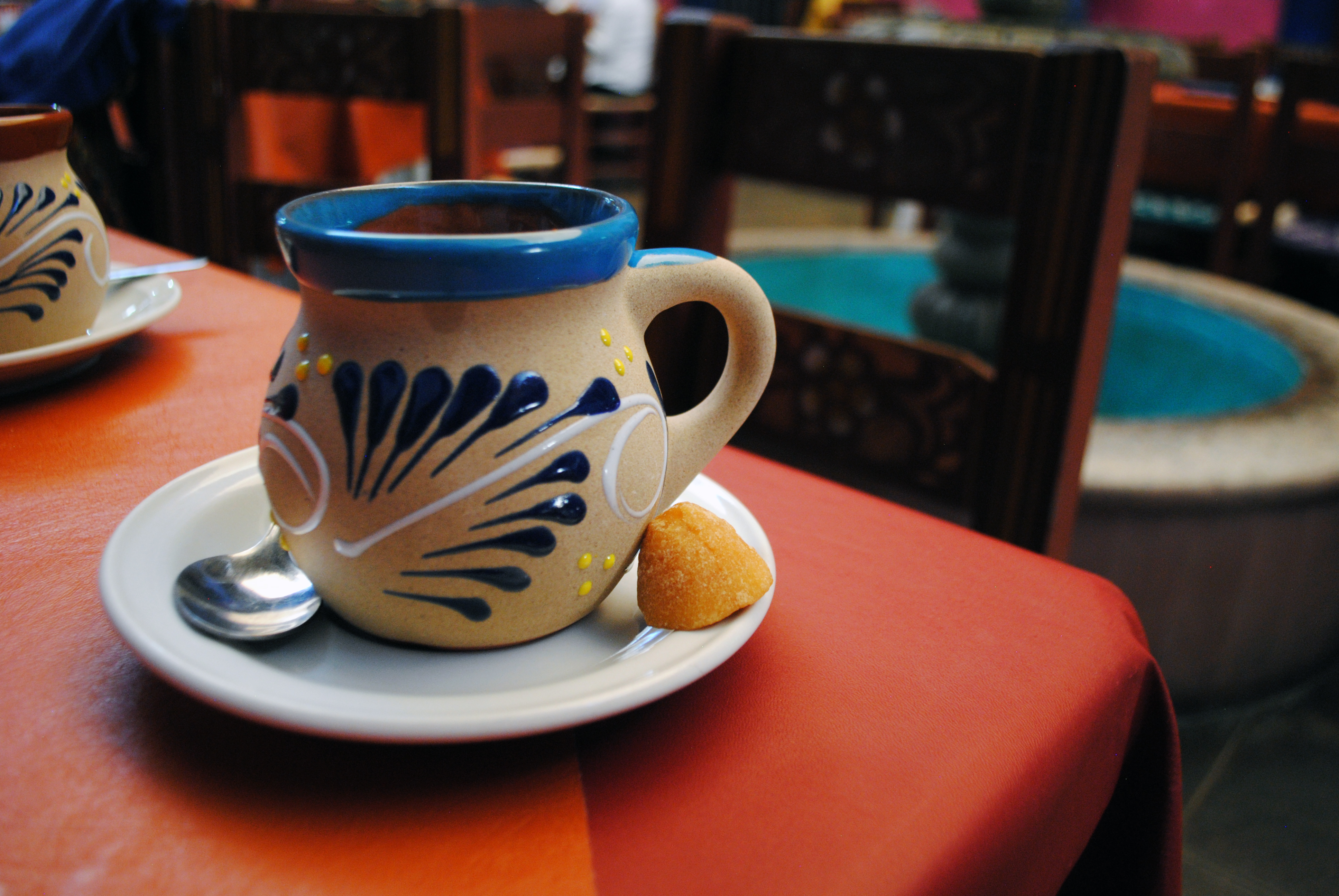
Мексиканський кофе де олла зі шматочком панели

- Рападура (Rapadura) — Бразилія, Аргентина, Парагвай та інші.
- Распадура (Raspadura) — Куба, Панама, Еквадор.
- Рападу (Rapadou) — Гаїті.
- Пілончильйо (Piloncillo) — Мексика та Іспанія. Назва «панела» в Мексиці належить до сорту сиру. Замість нього використовується назва «пілончильйо», яке означає «маленький хлібець», за аналогією між формою хлібця і формою панели.
- Дульсе де панела (Dulce de panela) — Сальвадор.
- Чанкака (Chancaca) — Перу, Болівія та Чилі. Тим самим словом називається і місцевий солодкий сироп.
- Тапа де дульсе (Tapa de dulce) — Нікарагуа та Коста-Рика.
- Папелон (Papelón) — Венесуела. При цьому назва папелон кон лимон (Papelón con limón) носить місцевий варіант агуапанели.

## Використання

### Колумбія

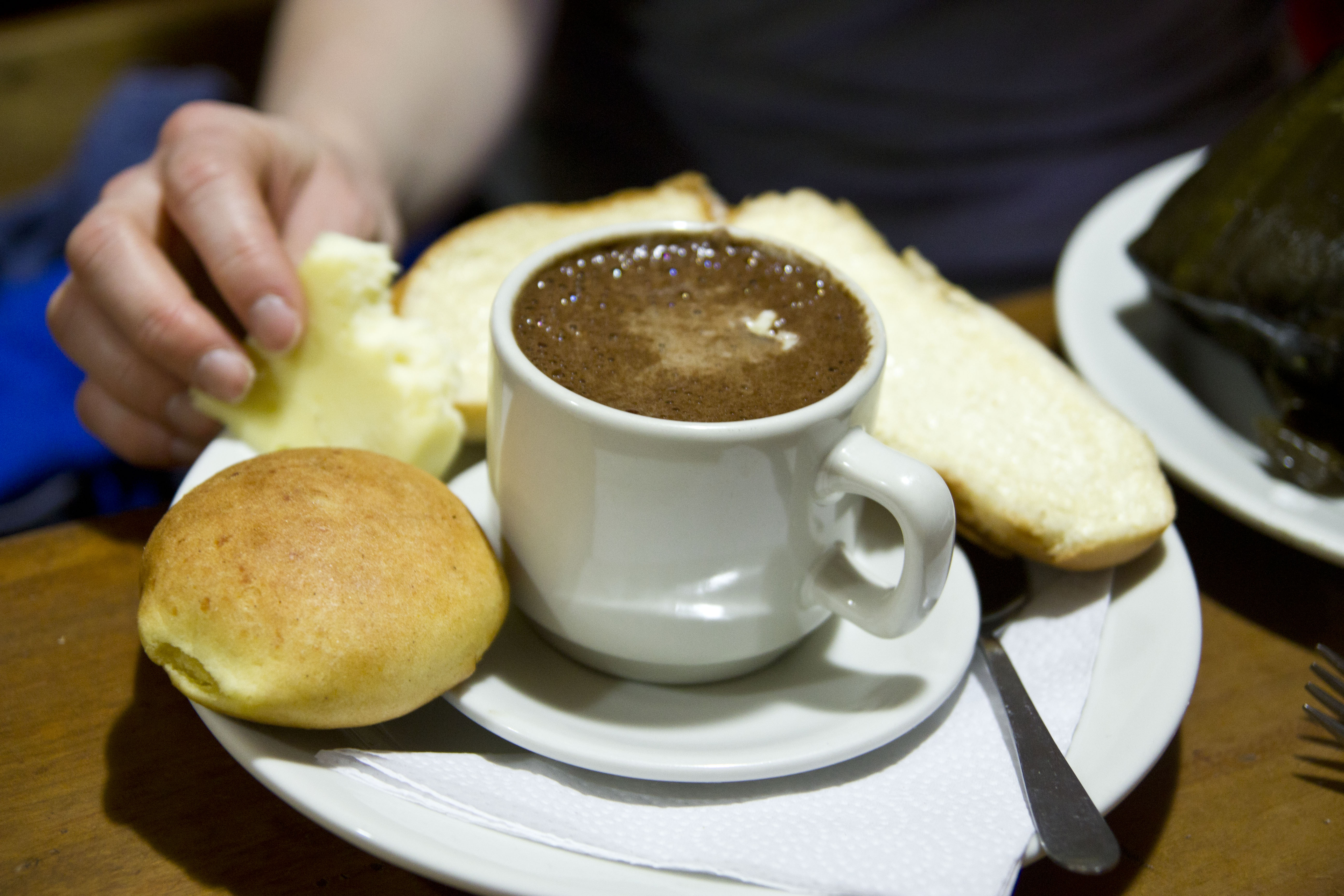
Колумбійська кава на основі агуапанели з булочкою пандебоно

Колумбія є першим за величиною виробником панелей (близько 1,4 млн тонн на рік), або другим після Індії, якщо разом вважати панелу і джаггері. В період 1998—2002 рр. в Індії було зосереджено 86 % світового виробництва нерафінованого брикетованого тростинного цукру.
У Колумбії виробництво панели є одним з найважливіших видів економічної діяльності. Ця країна також займає перше місце у світі зі споживання панели на душу населення: на рік середній колумбієць споживає понад 34,2 кг панели, причому в бідних районах на її покупку йде до 9 % річних витрат на продовольство родини.
У Колумбії панеловаріння є важливим джерелом створення робочих місць: близько 350 000 чоловік працюють майже у 20 000 трапіче (фермерських господарствах з виробництва панели). 2003 року колумбійська цукрова тростина забезпечувала 4,2 % валового сільськогосподарського продукту країни (не рахуючи кави). Цукрова тростина, яка використовується переважно для виробництва панели, становить 10,7 % загальної посівної площі в Колумбії, займаючи шосте місце серед сільськогосподарських культур країни, поступаючись лише каві, кукурудзі, рису, бананам та бавовні.
Основна частина вживання панели в Колумбії припадає на частку агуапанели, одного з найшироковживаніших напоїв у країні. Панела також використовується при приготуванні різних десертів. Оскільки панела являє собою дуже міцний брикет, деякі колумбійські домогосподарства за традицією мають твердий річковий камінь («la piedra de la panela»), щоб розбивати панелу на дрібніші шматки. Панелу можна придбати на ринках, у місцевих бакалійних крамницях та інтернет-магазинах.
У колумбійському місті Вільєта, провінція Кундинамарка, щорічно проходить Національний конкурс панели. Це місто славиться своїм виробництвом цукрової тростини. Фестиваль відзначається з 1977 року як данина поваги важкої праці й майстерності, з якими селяни регіону роблять панелу. Це свято не є єдиним: свята відбуваються майже у всіх національних департаментах Колумбії в січні кожного року.

### Мексика
Панела (пілончильйо) дуже популярна в Мексиці, де існує вже близько 500 років. Нерідко вона зустрічається тут у формі невеликих усічених конусів. Багато мексиканських десертів готуються з пілончильйо. Вона також змішується з різними спеціями, такими як аніс і каєнський перець.

## Інші країни
На Філіппінах, панела або паноча (panocha) традиційно використовується як інгредієнт для ряду традиційних страв, а також як самостійний десерт.
У Венесуелі панела є важливим інгредієнтом для багатьох типових рецептів, хоча виробництво панели в країні протягом усього 20 століття різко скоротилося.

## Передбачувана користь для здоров'я
Виробники та захисники панелі стверджують, що ця речовина корисніша за рафінований цукор, припускаючи, що вона володіє імунологічними перевагами, нижчим глікемічним індексом і вищим вмістом мікроелементів. Однак, як відзначають автори «Загального керівництва з цукрів і підсолоджувачів», «це все ще цукор», що володіє всіма негативними властивостями звичайного цукру, з невеликою кількістю вітамінів та мінералів, і невеликою кількістю досліджень, що підтверджують інші твердження.